# Мирослав Голеняк
Мирослав Голеняк (чеськ. Miroslav Holeňák, нар. 10 лютого 1976) — чеський футболіст, що грав на позиції захисника. Виступав за низку чеських і закордонних клубів, а також національну збірну Чехії.

## Клубна кар'єра
У професійному футболі Мирослав Голеняк дебютував 1993 року виступами за команду «Фастав» (Злін), в якій грав до 1996 року, взявши участь у 64 матчах чемпіонату.
У 1996 році футболіст перейшов до клубу «Дрновиці», в якому грав до 2000 року. На початку 2001 року Голеняк перейшов до клубу «Слован», у якому грав до 2004 року. З 2004 до 2006 року захисник грав у складі клуби «Славія». У 2006—2007 роках Голеняк грав у складі австрійського клубу «Маттерсбург».
У 2007 році футболіст повернувся до клубу «Слован», у якому грав до завершення виступів на футбольних полях у 2011 році.

## Виступи за збірну
У 2002 році Мирослав Голеняк дебютував у складі національної збірної Чехії. У складі збірної грав до 2003 року, загалом зіграв у її складі 3 матчі, в яких забитими голами не відзначився.

## Кар'єра тренера
Відразу після закінчення виступів на футбольних полях Мирослав Голеняк увійшов до тренерського штабу своєї останньої як футболіста команди «Слован». Спочатку він тренував юнацьку команду клубу, а в 2016 році став асистентом головного тренера першої команди клубу, тренував також другу команду клубу. У 2022 році Голеняк став головним тренером команди «Варнсдорф», працював у клубі до 2024 року, після чого повернувся до роботи в тренерському штабі «Слована».